# Mobayi-Mbongo
Mobayi-Mbongo este un oraș în  provincia Équateur, Republica Democrată Congo. În 2012 avea o populație de 5 640 de locuitori, iar în 2004 avea 4 679.